# 외목정석
외목정석은 외목에 대한 걸침으로 비롯되는 정석 체계다.